# Карделли, Марино
Мари́но Карде́лли (итал. Marino Cardelli род. 5 октября 1987 года, Борго-Маджоре) — горнолыжник из Сан-Марино , участник двух Олимпийских игр.

## Биография
Марино Карделли родился в Борго-Маджоре в семье учителей. В раннем возрасте он начал кататься на горных лыжах вместе с братом и родителями.
В 2002 году дебютировал на международных соревнованиях. В Бормио он выступал в слаломе-гиганте и не смог финишировать. В 2004 году Карделли принял участие в чемпионате мира по горнолыжному спорту среди юниоров. В супергиганте он сошёл с трассы, а в слаломе-гиганте занял 101-е место, опередив только киприота Папафилакту.
В начале сезона 2005-2006 Карделли травмировал плечо, но смог восстановиться до начала Олимпиады, где он был единственным представителем Сан-Марино. Он выступил в слаломе-гиганте, но сошёл уже в первой попытке.
В 2007 и 2009 году Марино Карделли участвовал в чемпионатах мира, где стартовал в технических дисциплинах, но не смог пробиться в основной раунд соревнований.
Перед Олимпиадой в Ванкувере сломал малую берцовую кость и локоть, но к олимпиаде восстановился и стартовал в слаломе-гиганте, где занял предпоследнее, 80-е место, опередив только индуса Намигала.
После второй Олимпиады завершил спортивную карьеру.